# Rodoretto
Rodoretto (oksitaans Rodoret) is een plaats (frazione) in de Italiaanse gemeente Prali.
Rodoretto was tot 1870 een zelfstandige gemeente.